# Gurvandzagal
Gurvandzagal (mongoliska: Гурванзагал Сум, Gurvanzagal, Гурванзагал, Gurvanzagal Sum) är ett distrikt i Mongoliet.   Det ligger i provinsen Dornod, i den östra delen av landet, 600 km öster om huvudstaden Ulaanbaatar.